# 塞德里克·巴坎布
塞德里克·巴坎布（法語：Cédric Bakambu，1991年4月11日—），法国出生的刚果民主共和国足球运动员，现效力于西甲球队貝迪斯，场上司职前锋。刚果民主共和国国家足球队成員。

## 俱乐部生涯

### 索肖
巴坎布出生在法国马恩河谷省塞纳河畔维特里。10岁时，巴坎布加入了当地球会Ivry。四年后，巴坎布转会至索肖。
2010年8月7日，在2010–11赛季法甲联赛揭幕战主场2–1战胜阿尔勒人的比赛中，巴坎布于第83分钟替补登场，完成了自己的职业生涯首秀。第二个月，巴坎布即与俱乐部签下了自己的第一份职业合约，合同为期三年。
2011年9月17日，在2–2战平里尔的比赛中，巴坎布替补登场11分钟后攻入将比分扳为1–1的一球，这也是他的职业生涯首球。2013–14赛季法甲联赛，巴坎布代表索肖出场31次，攻入7球，但索肖最终不幸降级。

### 布尔萨体育
2014年9月1日，巴坎布第一次离开法国，他与土耳其球队布尔萨体育签下一份四年合约，转会费180万欧元，年薪80万欧元。12天后，在2–1击败青年联盟的比赛中，巴坎布于第55分钟替补登场，完成了自己的土超首秀。10月19日，在2–2战平埃斯基谢希尔的比赛中，巴坎布在上下半场各入一球，这是他为俱乐部首次建功；6天后，巴坎布完成了自己职业生涯的首个帽子戏法，帮助球队5–0大胜巴里科斯士邦。2014–15赛季，巴坎布在土超出场27次，攻入13球。而在这个赛季的土耳其杯中，巴坎布出场12次，打进8球，成为当季杯赛最佳射手，但布尔萨体育在决赛中不敌加拉塔萨雷，屈居亚军。

### 維拉利爾

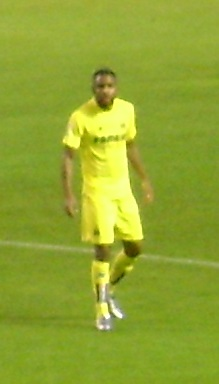
2015年12月巴坎布代表比利亚雷亚尔出战

2015年8月19日，比利亞雷阿爾宣布巴坎布加盟球队，双方签下一份五年合约。四天后，巴坎布在2015–16赛季西甲联赛揭幕战1–1战平皇家贝蒂斯的比赛第61分钟替补登场，完成了自己的西甲首秀；8月28日，巴坎布再次替补登场，并在补时阶段连入两球，帮助球队主场3–1战胜西班牙人。
9月17日，巴坎布欧洲洲际比赛中首次登场：他在欧联杯小组赛1–2不敌维也纳快速的比赛中替补上场。10月22日，在主场4–0击败明斯克迪纳摩的比赛中，巴坎布在上半场即梅开二度。巴坎布入选了该季欧联杯最佳阵容,并以9球的成绩成为了赛事银靴。
2017年10月，巴坎布在西甲联赛中攻入6球，其中包括一个帽子戏法；他也因优异表现获得了西甲月最佳球员称号，成为了第一位获此殊荣的非洲球员。

### 北京中赫国安
2018年2月28日，中国冬季转会窗的最后一天，北京中赫国安官方宣布巴坎布加盟球队，国安启动了巴坎布4000万欧元的解约金条款。
2018年3月11日，巴坎布在2–1击败江苏苏宁的比赛中攻入了自己的中超首球。
2020年9月1日，巴坎布在北京国安5-2擊敗重庆当代力帆比赛中完成了大四喜，成為北京國安首個完成大四喜的球員，也是中超第11位大四喜球員。

### 馬賽
2022年1月13日, 巴坎布跟马赛签下一份2.5年的合约。他首次代表俱乐部替補出场就取得了进球，協助球隊2-0擊敗朗斯。

## 荣誉
国家队
- 欧洲U-19足球锦标赛: 2010
- 2011年国际足协U-20世界杯: 第四名

个人
- 欧联杯赛季最佳阵容: 2015–16[10]
- 西甲联赛月最佳球员（英语：La Liga Player of the Month）: 2017年10月[12]